# Ручний протитанковий гранатомет

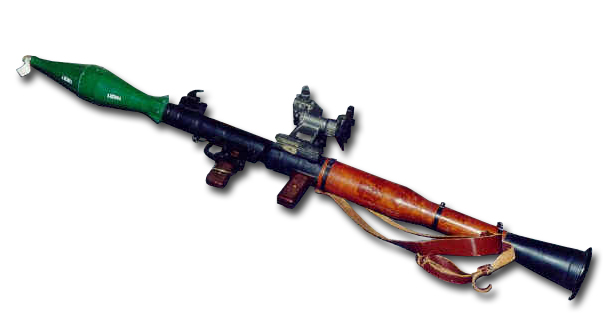
Ручний протитанковий гранатомет РПГ-7. Найбільш розповсюджений тип гранатомету

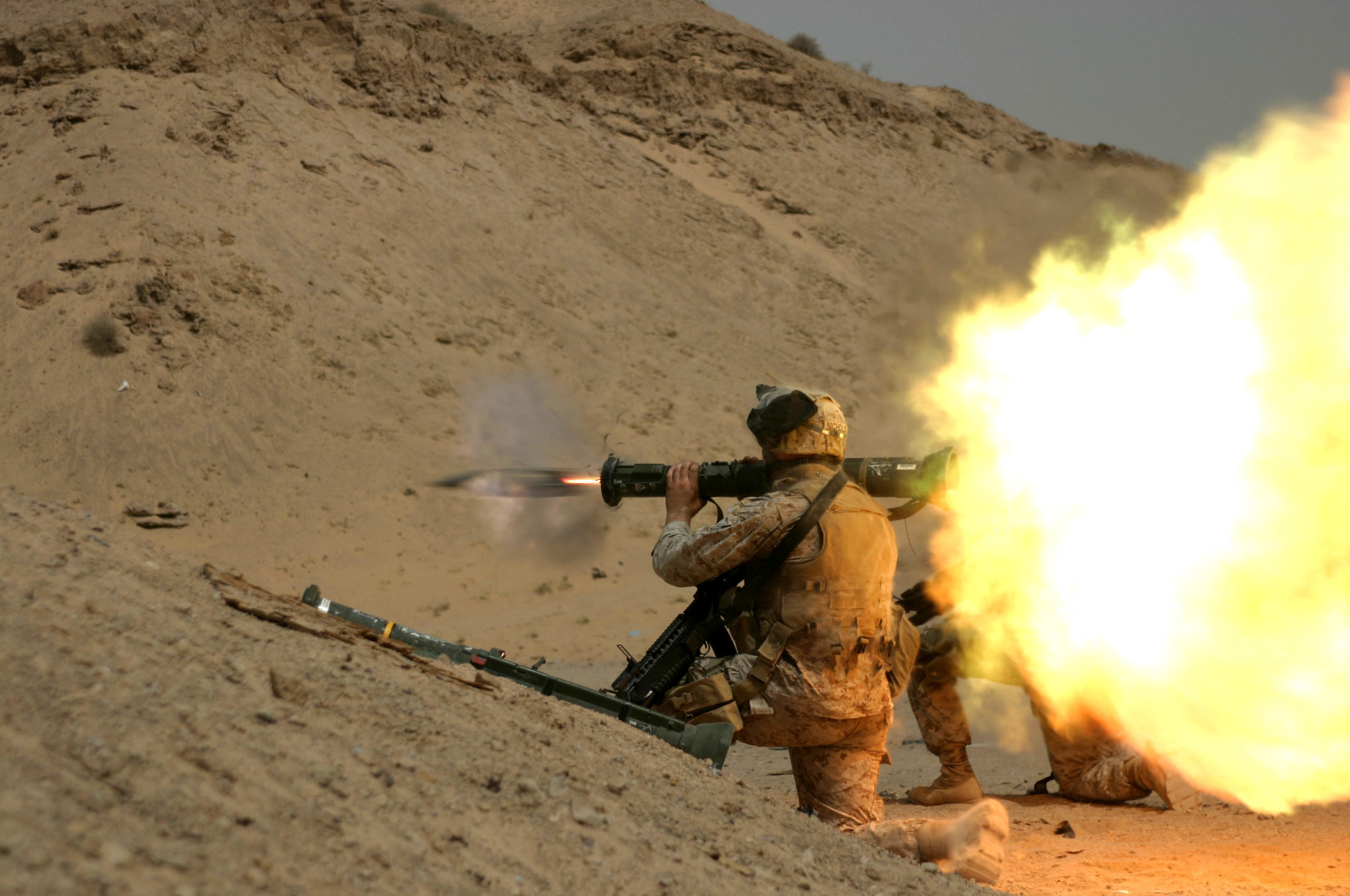
Стрільба з протитанкового гранатомету AT4

Ручний протитанковий гранатомет (РПГ) — індивідуальна вогнепальна зброя, різновид гранатомету, що призначений для ураження броньованої техніки, фортифікаційних споруд або живої сили противника за допомогою пострілу гранатометною гранатою.
Ручний протитанковий гранатомет складається з пускового пристрою багаторазового використання у вигляді гладкоствольної труби телескопічного типу та гранати, яка вкладається в пусковий пристрій. Пусковий пристрій призначений для спрямування польоту гранати та складається із зовнішньої та внутрішньої труб. 